# Dicranostyles falconiana
Dicranostyles falconiana là một loài thực vật có hoa trong họ Bìm bìm. Loài này được (Barroso) Ducke mô tả khoa học đầu tiên năm 1947.